# Pjotr Jefimowitsch Spiwak
Pjotr Jefimowitsch Spiwak (russisch Пётр Ефимович Спивак, englische Transkription: Petr Efimovich Spivak; * 11. Märzjul. / 24. März 1911greg. in Sankt Petersburg; † 30. März 1992 in Moskau) war ein russischer Physiker, der auf dem Gebiet der experimentellen Kernphysik arbeitete.

## Leben
Spiwak schloss 1936 sein Studium am Leningrader Polytechnischen Institut ab. Anschließend arbeitete er bis 1943 am Physikalisch-Technischen Institut der Akademie der Wissenschaften der UdSSR in Leningrad. 1943 wechselte er an das Labor Nr. 2, das spätere Kurtschatow-Institut. 1949 wurde er dort Laborleiter. Sein Hauptarbeitsgebiet war der Betazerfall und die Physik der schwachen Wechselwirkung. In seinem letzten Lebensjahrzehnt widmete er sich speziell der Frage der experimentellen Bestimmung der Neutrinomasse.
1953 erhielt er den Staatspreis der UdSSR. 1962 wurde er für seine experimentellen Untersuchungen zum Betazerfall des Neutrons mit der Kurtschatow-Goldmedaille ausgezeichnet. 1964 wurde er zum korrespondierenden Mitglied der Akademie der Wissenschaften der UdSSR gewählt.